# Carmen Conesa
María del Carmen Conesa Hernández (Barcelona, 15 de septiembre de 1960) es una actriz y cantante española.
hijos = Carmen Suárez

## Biografía
Su interés por la interpretación despierta cuando, siendo estudiante de Bellas Artes en la Universidad de Barcelona, asiste a un casting para la representación de la obra Historia de un caballo, protagonizada por José María Rodero.
A partir de ese momento, despliega su actividad en el teatro catalán hasta debutar en la gran pantalla de la mano de José María González Sinde con A la pálida luz de la luna (1985). En los años siguientes rueda, entre otros filmes, El caballero del dragón (1985), de Fernando Colomo, La noche más larga (1991), de José Luis García Sánchez, Cómo ser mujer y no morir en el intento (1991), de Ana Belén o Makinavaja, el último choriso (1992), de Carlos Suárez.
La mayor popularidad entre el público, le llega, sin embargo, a través de la televisión (medio en el que había debutado en 1988 junto al grupo La Trinca en el espacio Tariro, Tariro), cuando es seleccionada para protagonizar junto a Diana Peñalver, Las chicas de hoy en día (1991-1992), serie rodada para TVE en formato cine y que supuso la primera experiencia de Colomo en ese medio.
Su buena relación con La Trinca y su productora Gestmusic la llevó a presentar el programa cómico semanal Betes i Films en la televisión autonómica TV3 en la temporada 1991-1992.
Con posterioridad ha centrado su labor en el teatro, si bien con incursiones tanto en cine (El cianuro... ¿solo o con leche?, Y decirte alguna estupidez, por ejemplo, te quiero...) o en televisión (Inocente, inocente, ¡Ay, Señor, Señor!...).
Más recientemente ha participado en series de televisión como La Señora o Amar es para siempre.

## Filmografía

### Televisión
- La comedia, como Felipa (1984)
- Galeria oberta, personaje episódico (1986)
- Tariro, tariro, varios personajes (1988-1989)
- Pedro I el Cruel, Blanca de Borbón (1989)
- 13 x 13, un episodio: Estrés de primavera (1989)
- ¡1990!, varios personajes (1990)
- La mujer de tu vida, como Regina (1990)
- Las chicas de hoy en día, como Nuri Rocamora (1991-1992)
- Betes i Films, presentadora (1991-1992)
- Inocente, inocente, presentadora (1992-1993)
- Función de tarde, como Lady Windermere (1994)
- ¡Ay, Señor, Señor!, como Elisa (1995)
- Pedralbes Centre, como Magda (1995)
- Dones i homes, como Marta. TV movie (1995)
- Oh, Espanya!, un episodio: Balears (1996)
- ¿Para qué sirve un marido?, como Sonsoles (1997)
- 7 vidas, como Vanessa (2003)
- Cuidado con esos tres, reparto. TV movie (2004)
- Empieza el espectáculo, como ella misma. Programa (2007)
- La Señora, como Alicia Santibáñez (2008-2010)
- Amar es para siempre, como Pía Calatrava (2013)
- Com si fos ahir, como Claudia (2018-2019)
- Merlí: Sapere Aude, como Vicky (2019)

### Largometrajes
- El mundo sexual de la pareja, entrevistada. Dir. Enrique Guevara (1982)
- A la pálida luz de la luna, reparto. Dir. José María González Sinde (1985)
- El caballero del dragón, reparto. Dir. Fernando Colomo (1985)
- Radio Speed, reparto. Dir. Francesc Bellmunt (1986)
- Barrios altos, como Ana. Dir. José Luis García Berlanga (1987)
- Los días del cometa, como Paloma. Dir. Luis Ariño (1989)
- La noche más larga, como Gloria. Dir. José Luis García Sánchez (1991)
- Cómo ser mujer y no morir en el intento, como Chelo. Dir. Ana Belén (1991)
- Makinavaja, el último choriso, como Toti. Dir. Carlos Suárez (1992)
- El cianuro... ¿solo o con leche?, como Marta. Dir. José Miguel Ganga (1994)
- ¿Culpable de qué?, como Cris. Dir. Albert Saguer (1994)
- Y decirte alguna estupidez'', por ejemplo, te quiero, como la madre de Juan. Dir. Antonio del Real (2000)
- El cónsul de Sodoma, como la marquesa. Dir. Sigfrid Monleón (2009)
- Padre no hay más que uno 3, como la abuela Pilar. Dir. Santiago Segura (2022)

### Cortometrajes
- Truqui abans d'entrar. Dir. Tola Castillo (1994)
- Disertaciones sobre una coliflor, como María. Dir. ella misma (1999)
- Despierta. Dir. Fran Moreno (2012)

### Teatro
- Gypsy, El musical (2024-2025) Dirigido por Antonio Banderas
- La casa de los espíritus (2021)
- La Familia Addams, interpretando a Morticia Addams (2017-2020)
- Qué desastre de función! (2013)
- Follies. Dir. Mario Gas (2012)
- Las amistades peligrosas. Dir. Darío Facal (2013)
- La loba (2012), de Lillian Hellman.[3]
- La monja alférez (2012), de Domingo Miras
- Münchhausen (2011)
- Beaumarchais (2010)
- Madre Coraje y sus hijos (2010)
- Stalin. Dir. Josep-Maria Flotats (2008)
- Las bribonas. Dir. Amelia Ochandiano (2008)
- La madre vigila tus sueños (2006)
- Hielo y fuego (2006), de Nieves Gámez
- Rómulo el grande (2005), con Pepe Viyuela, en el Festival de Teatro de Mérida.
- El séptimo cielo (2005), de José Pascual.
- El invitado (2004), con Joaquín Kremel.
- La rebelión de los criados (2003), de Gustavo Tambastio.
- Se busca impotente para convivir (2003), de Esteban Ferrer.
- Te quiero, eres perfecto, ya te cambiaré (2000), de Joe Di Pietro
- Las últimas lunas, (1999), con Juan Luis Galiardo.
- Chicago (1999).
- Mariana Pineda (1998), de Federico García Lorca.
- Los padres terribles, de Jean Cocteau y J.Carlos Pérez de la Fuente (1995)
- Pelo de tormenta (1998), de Francisco Nieva.
- Te odio amor mío, de Dagoll Dagom.
- Castillos en el aire, de William Mastrosimone.
- Fortunata y Jacinta, de Benito Pérez Galdós.
- La importancia de llamarse Wilde (1992), de Ana Diosdado.
- La fascinación, de George Bernard Shaw.
- El tango de don Juan, de Jérôme Savary.
- Peer Gynt, de Ibsen.
- Historia de un caballo, de Tolstói

## Premios y nominaciones
Fotogramas de Plata
| Año  | Categoría                  | Serie                    | Resultado |
| ---- | -------------------------- | ------------------------ | --------- |
| 1991 | Mejor actriz de televisión | Las chicas de hoy en día | Ganadora  |

Unión de Actores
| Año  | Categoría                             | Serie/Montaje            | Resultado |
| ---- | ------------------------------------- | ------------------------ | --------- |
| 2010 | Mejor actriz secundaria de teatro     | Beaumarchais             | Candidata |
| 2009 | Mejor actriz secundaria de televisión | La Señora                | Ganadora  |
| 1991 | Mejor interpretación revelación       | Las chicas de hoy en día | Ganadora  |